# Érezée
Érezée es un municipio de la región de Valonia, en la provincia de Luxemburgo, Bélgica. A 1 de enero de 2019 tenía una población estimada de 3284 habitantes.

## Geografía
Se encuentra ubicada al sureste del país, en la zona de las Ardenas y está bañada por el río Aisne, un afluente del río Ourthe.

### Secciones del municipio
El municipio comprende los antiguos municipios, que se fusionaron en 1977:
| - Érezée - Amonines - Mormont - Soy |

### Aldeas del municipio
El municipio comprende los aldeas de: Awez, Biron, Blier, Briscol, Clerheid, Erpigny,Éveux, Fanzel, Fisenne, Hazeilles, Laforge, Mélines, Sadzot y Wy. 

## Demografía

### Evolución
Todos los datos históricos relativos al actual municipio, el siguiente gráfico refleja su evolución demográfica, incluyendo municipios después de efectuada la fusión el 1 de enero de 1977.
| Gráfica de evolución demográfica de Érezée entre 1846 y 2020 |
|                                                              |